# Рамос, Сесар Артуро
Сесар Артуро Рамос Паласуэлос (исп. César Arturo Ramos Palazuelos; род. 15 декабря 1983, Кульякан) — мексиканский футбольный судья.

## Карьера
Начал судить матчи высшего дивизиона Мексики в 2011 году. Через три года, 1 января 2014 года, получил статус ФИФА. На международной арене дебютировал в матче между сборными Французской Гвианы и Гондураса в матче квалификации на Золотой Кубок КОНКАКАФ.
В 2015 году ФИФА включила его в список арбитров на чемпионате мира среди юношей до 20 лет в Новой Зеландии, где он обслуживал две игры группового этапа и четвертьфинал.
В 2016 году обслуживал полуфинал Лиги чемпионов КОНКАКАФ, а в следующем турнире судил второй финальный матч.
В том же 2016 году судил два матча на групповом этапе на футбольном турнире Олимпийских игр.
В 2017 году во второй раз подряд обслуживал матчи чемпионата мира среди юношей до 20 лет в Южной Корее. Отработав в двух матчах группы и в четвертьфинале, на этот раз он судил и игру за 3-е место.
В декабре 2017 года был среди арбитров на Клубном чемпионате мира, где получил направление на финал, между испанским «Реалом» и бразильским «Гремио».
29 марта 2018 года решением ФИФА избран главным арбитром для обслуживания матчей чемпионата мира в России.
В январе 2019 года приглашён для обслуживания матчей Кубка Азии по футболу, который проходил в ОАЭ.
В мае 2022 года ФИФА назначила его одним из 36 главных судей чемпионата мира по футболу 2022 года в Катаре. Ему было доверено обслуживать 4 матча, включая один матч 1/8 финала и один полуфинал. 
В мае 2024 года был отобран одним из главных судей для обслуживания матчей Кубка Америки по футболу, который состоится в июне-июле 2024 года на футбольных полях США. 

### Чемпионат мира 2018 года
| Стадия         | Дата         | Место          | Команда 1 | Команда 2  | Результат |
| -------------- | ------------ | -------------- | --------- | ---------- | --------- |
| Групповой этап | 17 июня 2018 | Ростов-на-Дону | Бразилия  | Швейцария  | 1:1 (1:0) |
| Групповой этап | 24 июня 2018 | Казань         | Польша    | Колумбия   | 0:3 (0:1) |
| 1/8 финала     | 30 июня 2018 | Сочи           | Уругвай   | Португалия | 2:1 (1:0) |

### Чемпионат мира 2022 года
| Стадия         | Дата            | Место                          | Команда 1  | Команда 2 | Результат | Предупреждён | Red card | Пенальти |
| -------------- | --------------- | ------------------------------ | ---------- | --------- | --------- | ------------ | -------- | -------- |
| Групповой этап | 22 ноября 2022  | Эдьюкейшн сити, г.Эр-Райян     | Дания      | Тунис     | 0:0 (0:0) | 2 - 1        | 0 - 0    | 0 - 0    |
| Групповой этап | 27 ноября 2022  | Эль-Тумама, г.Доха             | Бельгия    | Марокко   | 0:2 (0:0) | 1 - 1        | 0 - 0    | 0 - 0    |
| 1/8 финала     | 6 декабря 2022  | Национальный стадион, г.Лусаил | Португалия | Швейцария | 6:1 (2:0) | 0 - 2        | 0 - 0    | 0 - 0    |
| 1/2 финала     | 14 декабря 2022 | Эль-Байт, г.Эль-Хаур           | Франция    | Марокко   | 2:0 (1:0) | 0 - 1        | 0 - 0    | 0 - 0    |